# Sultentjärnen (Malå socken, Lappland)
Sultentjärnen är en sjö i Malå kommun i Lappland och ingår i Skellefteälvens huvudavrinningsområde.